# Eritrea
Eritrea ([ʔeʁiˈtʁeːa]; Tigrinya ኤርትራ Ertra, Erətra oder Ertəra, arabisch إرتريا Iritriyā) ist ein Staat im nordöstlichen Afrika. Er grenzt im Nordwesten an den Sudan, im Süden an Äthiopien, im Südosten an Dschibuti und im Nordosten an das Rote Meer. Ein Viertel der knapp vier Millionen Einwohner zählenden Bevölkerung Eritreas konzentriert sich auf die Hauptstadtregion von Asmara, die weiteren Städte sind deutlich kleiner.
Früher lag im Hochland von Eritrea das Königreich Medri Bahri mit der Hauptstadt Debarwa, in welchem der Baher Negash herrschte; das Tiefland von Eritrea war mehr als 300 Jahre eine osmanische und ägyptische Kolonie, Hauptstadt war Massaua. 1890 wurde Eritrea zur italienischen Kolonie. Ab 1941 stand das Land unter britischer Verwaltung und war seit 1952 föderativ mit dem damaligen Kaiserreich Abessinien in Personalunion verbunden, ehe es 1961 als Provinz Eritrea dem Äthiopischen Kaiserreich von Haile Selassie zentralistisch eingegliedert wurde. Nach dreißigjährigem Unabhängigkeitskrieg wurde Eritrea 1993 von Äthiopien unabhängig.
Seit die Eritreische Volksbefreiungsfront die Eigenstaatlichkeit erkämpft hat, regiert Präsident Isaias Afewerki autoritär in einem Ein-Parteien-System der aus der Unabhängigkeitsbewegung hervorgegangenen Volksfront für Demokratie und Gerechtigkeit das Land. Andere Parteien als die PFDJ sind verboten, die Meinungs- und Pressefreiheit ist stark eingeschränkt. In Eritrea existieren weder ein Parlament noch unabhängige Gerichte. In den letzten 33 Jahren gab es daher keine nationalen Wahlen. Das Land ist das weltweit einzige ohne Staatsverfassung. Es herrscht ein strenges Wehrdienst- und Zwangsarbeitssystem. Regelmäßig kommt es zu schwerwiegenden Verletzungen der Menschenrechte. Häufig wird Eritrea als „das Nordkorea Afrikas“ bezeichnet. Vor dem Regime flohen in der Vergangenheit und anhaltend viele Menschen ins Ausland.

## Etymologie
Der Landesname leitet sich von seinem griechischen Namen Ἐρυθραία Erythraíā ab, der auf die Bezeichnung ἐρυθρὰ θάλασσα erythrà thálassa, deutsch ‚rotes Meer‘, zurückgeht und früher als Erythräa eingedeutscht wurde. Die Eigenbezeichnung Ertra (aus Altäthiopisch bahïrä ertra, „Rotes Meer“) bezieht sich ebenfalls auf diese alte griechische Bezeichnung des Roten Meeres.

## Geographie

### Physische Geographie
Im Hochland des Landesinneren, das Teil des Hochlandes von Abessinien ist, fallen jährlich bis zu 600 Millimeter Regen, vor allem in der Zeit von Juni bis September. Die meisten größeren Städte Eritreas finden sich im Hochland, auf über 1.600 Metern über dem Meer. Im südlichen Hochland befinden sich die wenigen fruchtbaren Regionen des Landes, wie die Gegend von Mendefera, das Umland von Badme und das Grenzdreieck mit Äthiopien und dem Sudan in der Region Gash-Barka. Auch die höchste Erhebung des Landes, der Dega mit 3.047 Metern, südöstlich von Asmara, liegt im Hochland von Abessinien.
Im Westen des Landes hat Eritrea auch Anteil an der Sahara: westlich des Flusses Barka und nördlich des Flusses Gash setzt sich die östliche Sahara vom Sudan her fort und endet mit dem Anstieg zum Hochland von Abessinien.
Die beinahe wüstenartige Trockensavanne am Roten Meer ist sehr heiß und trocken. Der Bereich der Küstenebene zwischen Massaua und der Grenze zum Sudan im Norden wird teilweise noch mit zur Sahara gerechnet.
Der gesamte Südosten Eritreas dagegen ist Teil der Danakil-Wüste, einer der heißesten und trockensten Wüsten der Welt. Im Afar-Dreieck liegt die Danakil-Senke, in der sich mit 110 Metern unter dem Meeresspiegel der tiefste Punkt des Landes befindet. Die Landesfläche von Eritrea beträgt 117.600 km², was etwa einem Drittel der Fläche Deutschlands entspricht.

### Humangeographie

#### Städte
Die größten Städte sind (Berechnung 2012): Asmara (665.000 Einwohner), Assab (99.000 Einwohner), Keren (80.000 Einwohner), Massaua (52.000 Einwohner), Mendefera (25.000 Einwohner) und Barentu (19.000 Einwohner).

#### Verwaltungsgliederung
Bis 1996 war Eritrea in neun Regionen (awraja) gegliedert. Diese Regionen stammten noch aus der italienischen Kolonialzeit. Die Regionen und ihre Regionshauptstädte waren: Akkele Guzay (Adi Keyh), Barka (Agordat), Denkalia (Assab), Gash Setit (Barentu), Hamasien (Asmara), Sahel (Nakfa), Semhar (Massaua), Senhit (Keren) und Seraye (Mendefera).
Mit der Verwaltungsreform vom 15. Juli 1996 wurde die Zahl der Regionen (zoba) auf sechs reduziert:
- Maekel (Zentral-Region) (Asmara)
- Debub (Süd-Region) (Mendefera)
- Gash-Barka (Barentu)
- Anseba (Keren)
- Semienawi Kayih Bahri (Region des nördlichen Roten Meeres) (Massaua)
- Debubawi Kayih Bahri (Region des südlichen Roten Meeres) (Assab)

## Bevölkerung

### Demografie
Die Anzahl der Einwohner wurde lange deutlich zu hoch angegeben. Noch für das Jahr 2017 wurde die Einwohnerzahl bei den Vereinten Nationen mit 5,1 Millionen und im CIA World Factbook mit 5,9 Millionen angegeben. Kurz darauf haben die Vereinten Nationen all ihre Zahlen für Vergangenheit, Gegenwart und Zukunft deutlich nach unten korrigiert und schätzen seither für 2017 nur noch etwa 3,4 Millionen Einwohner, für 2022 etwa 3,7 Millionen. Das CIA World Factbook ist der UN-Korrektur noch nicht gefolgt und schätzt 6,23 Mio. Einwohner für 2023.
| Jahr | Einwohnerzahl |
| ---- | ------------- |
| 1950 | 0,82 Mio.     |
| 1975 | 1,45 Mio.     |
| 2000 | 2,39 Mio.     |
| 2025 | 3,89 Mio.     |
| 2050 | 5,96 Mio.     |

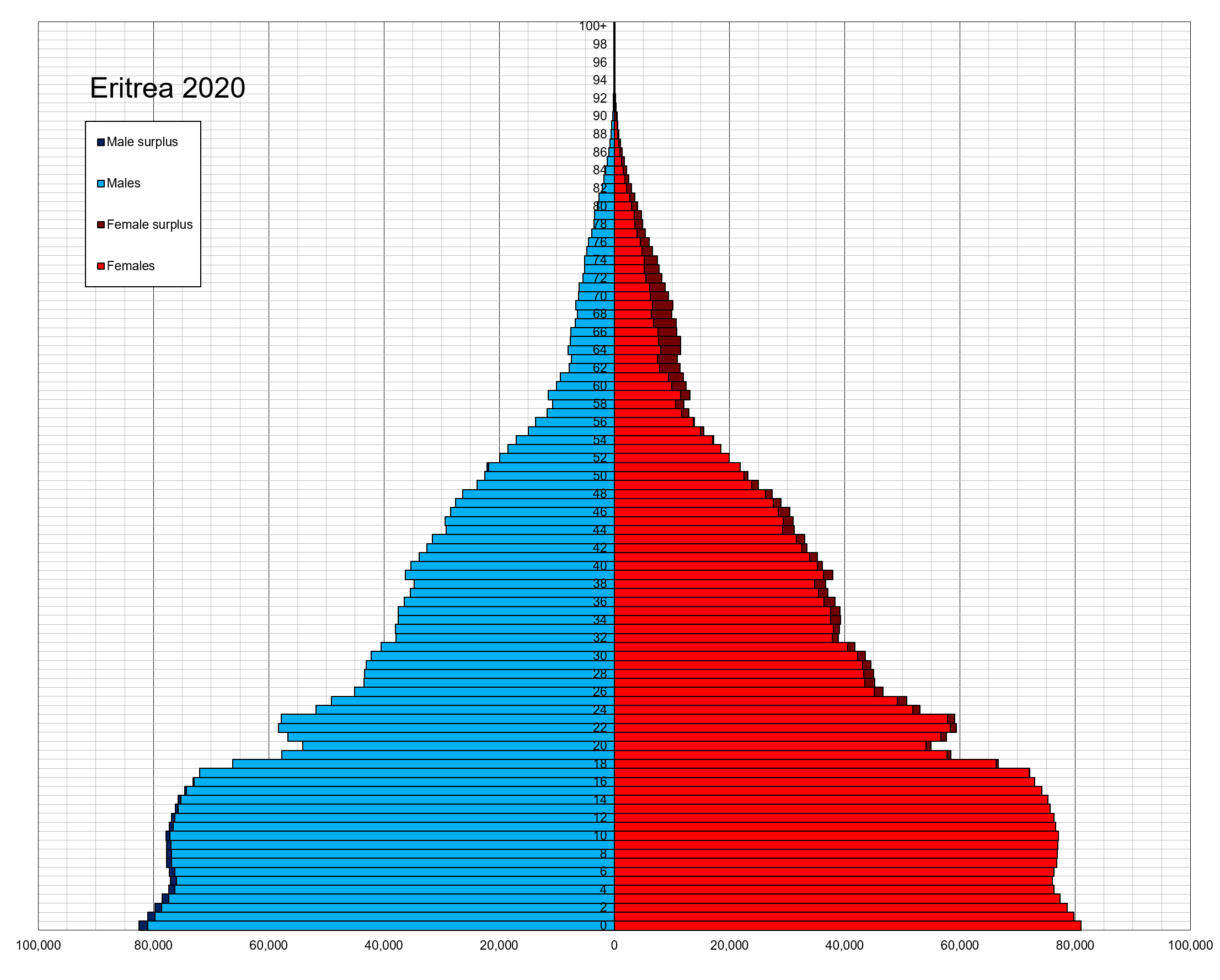
Bevölkerungspyramide Eritrea 2020

Im internationalen Vergleich ist die Versorgungsquote mit Verhütungsmitteln in Eritrea schlecht. Es ist daher von einem starken Bevölkerungswachstum betroffen, welches zu einem großen Teil auf ungeplanten Schwangerschaften beruht. So hatten nach Angaben der Deutschen Stiftung Weltbevölkerung im Jahr 2015 nur 7 % der verheirateten Frauen Zugang zu modernen Verhütungsmitteln. Es wird daher Stand 2022 von den Vereinten Nationen geschätzt, dass sich die Bevölkerung von 4 Mio. im Jahr 2025 auf 8 Mio. im Jahr 2080 verdoppeln wird.

### Volksgruppen
In Eritrea gibt es neun größere ethnische Gruppen. Das größte Volk des Landes sind die Tigrinya (55 Prozent, nach anderen Angaben 50 Prozent). Sie leben auch in Äthiopien in der Region Tigray. Ihre Sprache Tigrinya ist neben dem Arabischen Amtssprache Eritreas. Die Volksgruppe, die in Eritrea Tigrinya genannt wird, entspricht sprachlich und kulturell den Tigray in Äthiopien. Die äthiopischen Tigray und eritreischen Tigrinya sind aber aufgrund einer über längere Zeit getrennt verlaufenden politischen Geschichte nicht mehr als eine einheitliche Gruppe zu betrachten. Historisch bezeichneten sie sich selbst als Habescha. Schon vor der Kolonialzeit waren die Tigrinya-Sprecher überaus vielgestaltig in Form verschiedener autonomer Provinzen und Abstammungsgruppen und politisch nur selten vereint.
Das zweitgrößte Volk sind die Tigre (30 Prozent). Zu den größeren Volksgruppen zählen noch die Saho (4 Prozent), die Bilen (2 Prozent) und die Rashaida (2 Prozent). Auch die Kunama machen zwei Prozent der Einwohner aus. Die kleinen ethnischen Gruppen Sokodas und Iliit an der sudanesischen Grenze betrachten sich als Kunama, sind aber geographisch und linguistisch getrennt (sie sprechen Dialekte des Ilit-Sokodas, auch West-Kunama genannt).
Die Minderheit der Bedscha wird offiziell als Hedareb bezeichnet, was auch als Name einer Untergruppe verwendet wird. Weitere Minderheiten sind die Nara und die Afar. Außerdem gibt es sehr kleine Gruppen westafrikanischen Ursprungs (meist Haussa-Sprecher), die in Eritrea Tokharir genannt werden.
Die Informationslage in diesem Bereich ist dürftig. Außerdem leben inzwischen 500.000 bis eine Million Eritreer, zumeist orthodoxe Tigrinya, im Ausland, was etwa einem Fünftel der Bevölkerung entspricht. Seit 2015 zählt Eritrea neben Nigeria und Somalia als Hauptherkunftsland afrikanischer Flüchtlinge in Europa (siehe auch Flüchtlingskrise in Europa 2015/2016#Subsahara-Afrika). Mit nur 0,3 % der Bevölkerung im Jahre 2017, zählt die Ausländerquote zu den niedrigsten weltweit. Zahlreiche im Ausland lebende politische Flüchtlinge sind wieder in ihre Heimat zurückgekehrt. Eine verschwindend kleine Minderheit bilden europäischstämmige Eritreer, hauptsächlich im 19. Jahrhundert eingewanderte Italiener.

### Religion

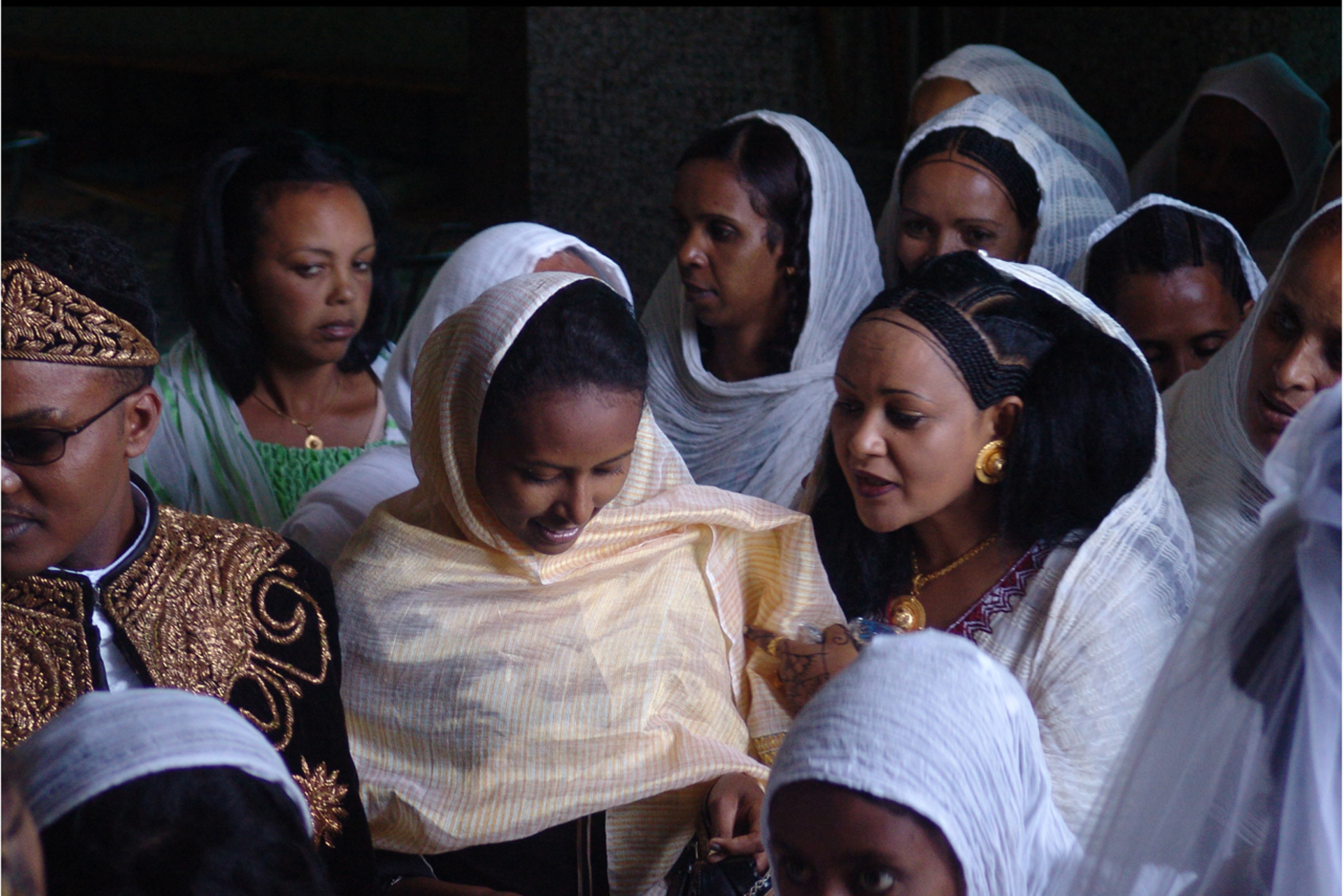
Eine Hochzeit in Eritrea

Die Bevölkerung Eritreas teilt sich offiziell zu fast gleichen Teilen in Muslime (Sunniten) und Christen (Eritreisch-Orthodoxe Tewahedo-Kirche, Eritreisch-Katholische Kirche, Protestanten). Der vom US State Department herausgegebene International Religious Freedom Report ging für das Jahr 2007 von 50 Prozent Muslimen und 48 Prozent Anhängern des Christentums in Eritrea aus, für das Jahr 2006 noch von 60 Prozent Muslimen und 37 Prozent Christen. Die Association of Religion Data Archives beziffert 50,15 Prozent Muslime und 47,91 Prozent Christen. Daneben bestehen einige kleine einheimische traditionelle Religionen. Trotz der sehr unterschiedlichen Anschauungen und des daraus resultierenden Konfliktpotenzials bildet die Bevölkerung eine nationale Einheit. Die Christen leben vorwiegend in der Hochebene um Asmara und die muslimischen Teile der Bevölkerung hauptsächlich im Tiefland und in Küstennähe.
In den letzten Jahren kam es zur systematischen Verfolgung nicht anerkannter christlicher Minderheiten durch die Regierung, weil diese nicht den ideologischen Paradigmen der Regierungsseite entsprechen. Evangelikale Nachrichtenagenturen aus den USA berichten inzwischen regelmäßig von Christenverfolgungen im Land. Amnesty International gab an, Angehörige staatlich verbotener Minderheitenkirchen seien bei extremer Hitze unter Erstickungsgefahr in Frachtcontainern gefangen gehalten worden.

### Sprachen
Die neun Sprachen der neun größten Ethnien gelten formell als gleichberechtigte Nationalsprachen. Diese sind Tigrinya (2,3 Millionen Sprecher), Tigre (800.000), Afar (300.000), Saho, Kunama, Bedscha, Blin, Nara (je rund 100.000) und Arabisch, das von den Rashaida als Muttersprache und von etlichen anderen Eritreern als Zweitsprache gesprochen wird. Der Staat fördert die Verwendung dieser Sprachen in den Schulen bei den jeweiligen Volksgruppen und in Sendungen des nationalen Radiosenders.
Es gibt keine offiziell festgelegte Amtssprache. De facto dienen aber vorwiegend Tigrinya und Arabisch – die auch als Verkehrssprachen weit verbreitet sind – sowie Englisch als Arbeitssprachen der Regierung. Italienisch, ein Erbe der Kolonialzeit, wird vor allem von der älteren Bevölkerung verstanden. Viele Schilder und Läden in Asmara sind auch auf Italienisch beschriftet. Tigrinya und Italienisch werden in der Wirtschaft, im Handel und im Gewerbe am häufigsten gebraucht. Es existiert zudem eine Schule in Asmara, in der Italienisch gelehrt wird – die Scuola Italiana di Asmara. Italienisch verliert allerdings an Bedeutung, während die Verbreitung des Englischen zunimmt.
Die Sprachen Eritreas gehören zu zwei der großen Sprachfamilien in Afrika: Tigrinya, Tigre und Arabisch sind semitische Sprachen, Saho, Bilen, Afar und Bedscha sind kuschitische Sprachen – beides Zweige der afroasiatischen Sprachfamilie. Nara (Baria) und Kunama/Baza gehören hingegen zur Familie der nilosaharanischen Sprachen.
Das Dahalik, das auf Inseln des Dahlak-Archipels von einigen Tausend Personen gesprochen wird, wurde früher als Dialekt des Tigre betrachtet, ist aber nach neueren linguistischen Erkenntnissen eine eigenständige semitische Sprache.

## Soziales

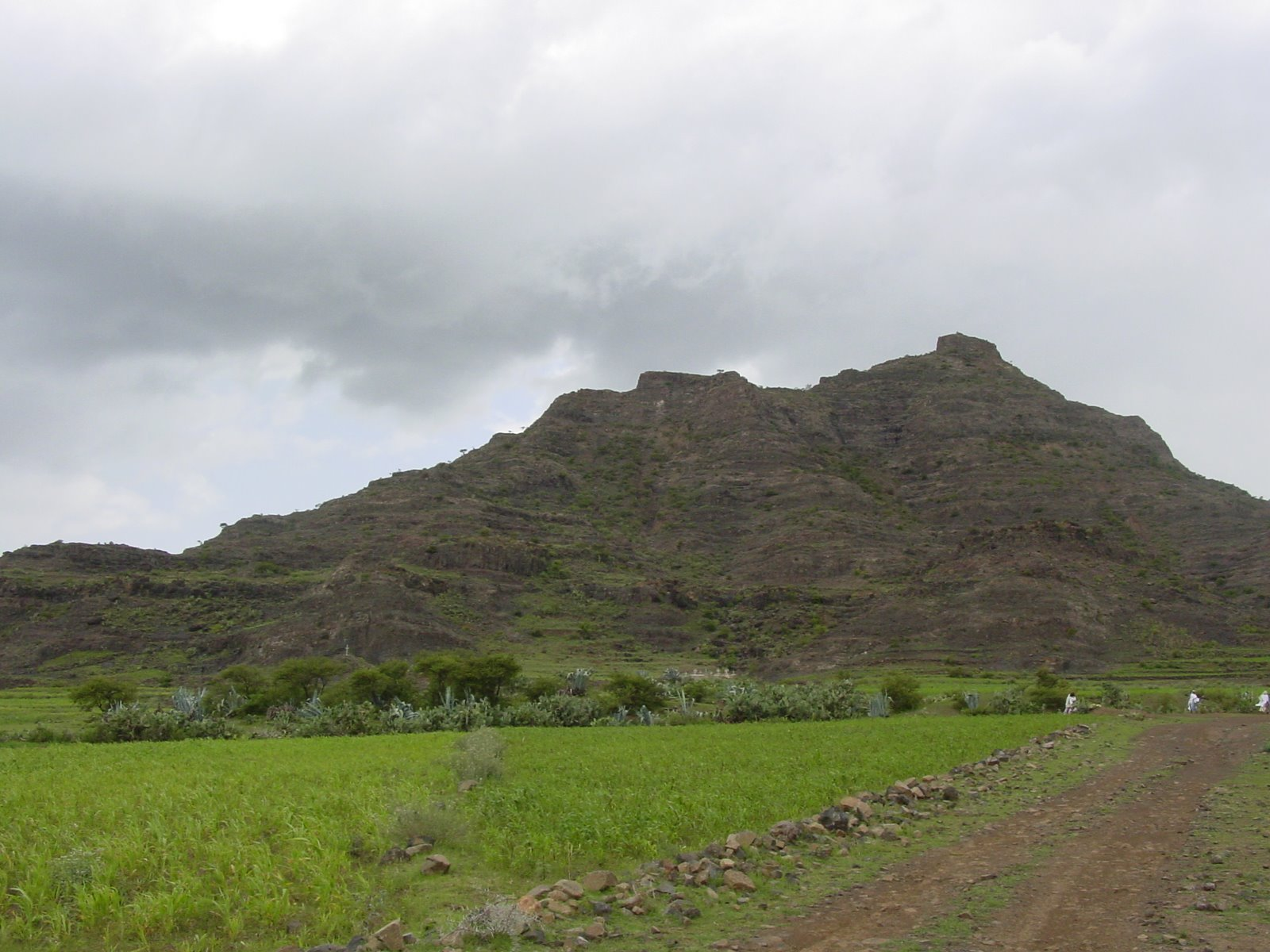
Feld mit Teff im Hochland während der Regenzeit im Juli

### Bildung

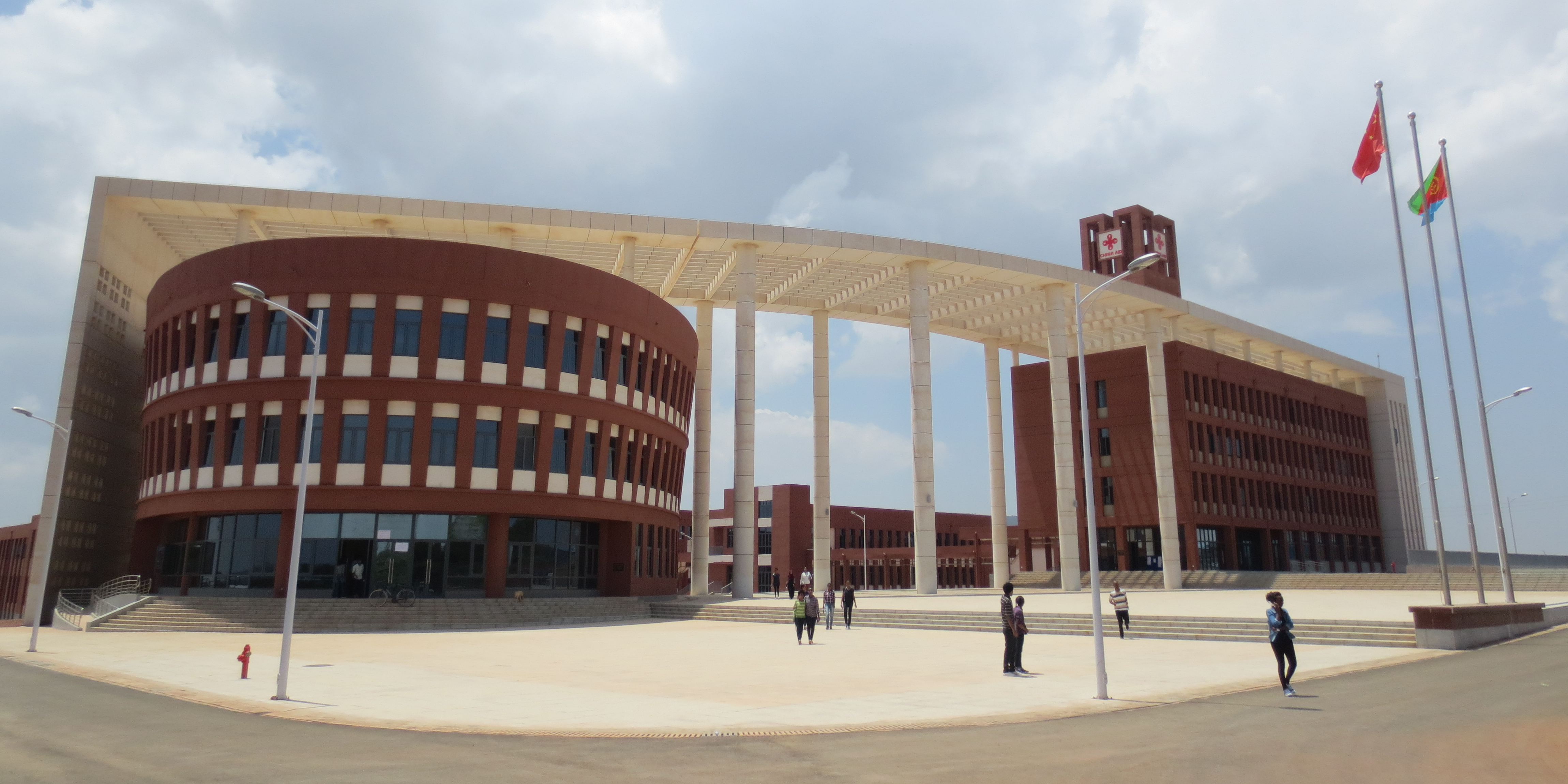
Eritrea Institute of Technology

Bezüglich des Alphabetisierungsgrades gibt es unterschiedliche Angaben. Während teilweise ein Alphabetisierungsgrad von 93 % für Menschen zwischen 15 und 24 Jahren im Jahr 2015 (einer der höchsten in Subsahara-Afrika) angegeben wird, gehen andere Quellen von 75 % im Jahr 2018 aus. In ruralen Gemeinschaften und bei Nomaden ist die Alphabetisierung aufgrund schlechten Zugangs zu Schulen deutlich geringer als in dichter besiedelten Gebieten.
Während die Schüler in der Grundschule in ihrer jeweiligen Muttersprache unterrichtet werden, wechselt die Unterrichtssprache ab der 6. Klasse zu Englisch. Die Schüler sind jedoch in der Regel schlecht auf den Wechsel zum englischsprachigen Unterricht vorbereitet.
Das 12. Schuljahr findet für alle Schüler verpflichtend im Militärcamp Sawa statt. An den Militärdienst schließt sich für den Großteil der Absolventen der zivile Nationaldienst („Community Service“) an, der z. B. in der Verwaltung, im Bildungswesen oder in nationalen Entwicklungsprojekten abgeleistet und oft als Zwangsdienst bezeichnet wird. Die Schüler mit den besten Leistungen dürfen studieren und werden ihren Studienfächern zugeteilt. Nach der Schließung der Universität Asmara im Jahr 2004 wurden Bildungseinrichtungen in verschiedenen Teilen des Landes aufgebaut, unter anderem das Eritrea Institute of Technology in der Nähe von Asmara und das College of Marine Sciences & Technology in Massawa.

### Gesundheit
Das Gesundheitswesen wird maßgeblich vom Staat finanziert und ist für Personen mit Armutsausweis kostenlos.
Die Lebenserwartung wird für 2010–2015 auf 63,4 Jahre geschätzt. Die Fruchtbarkeitsrate lag 2012 bei 4,7 Kindern pro Frau. Die Kindersterblichkeit liegt bei 74 auf 1000 Lebendgeburten, womit Eritrea auf dem 51. Platz weltweit liegt. Die Müttersterblichkeit konnte zwischen 1990 und 2013 um 75 % gesenkt werden.
2002 waren noch fast 89 % der Frauen zwischen 15 und 49 Jahren von der weiblichen Genitalverstümmelung betroffen, nach 94,5 % im Jahr 1995. Deutlicher zeigte sich der Erfolg der Aufklärungsarbeit an der 2002 auch erhobenen Prävalenz unter den Töchtern, je nach Bildungsstand der Mütter 40 % bis 67,5 %, im Mittel 62,5 %. Am 31. März 2007 trat ein gesetzliches Verbot der Frauenbeschneidung in Kraft.
| Zeitraum  | Lebenserwartung (Jahre) | Zeitraum  | Lebenserwartung (Jahre) |
| --------- | ----------------------- | --------- | ----------------------- |
| 1950–1955 | 34,1                    | 1985–1990 | 48,7                    |
| 1955–1960 | 36,7                    | 1990–1995 | 50,8                    |
| 1960–1965 | 40,1                    | 1995–2000 | 54,0                    |
| 1965–1970 | 42,1                    | 2000–2005 | 56,7                    |
| 1970–1975 | 44,1                    | 2005–2010 | 60,7                    |
| 1975–1980 | 45,9                    | 2010–2015 | 63,4                    |
| 1980–1985 | 47,3                    |           |                         |

Quelle: UN

### Armut
Die meisten Eritreer sind auf Hilfe von ihren in der Diaspora lebenden Angehörigen angewiesen.

### Medien
Eritreas Medien sind staatlich. Es gibt die Zeitung Neues Eritrea (ሓዳስ ኤርትራ Ḥaddas Erətra = ارتريا الحديثة Iritriya 'l-ḥadīṯa = ኤሪትርየ ሐዳስ Eritrəya ḥaddas), die Hörfunksender Stimme der Massen (ድምጺ ሓፋሽ Dəmṣi ḥaffaš = صوت الجماهير Ṣaut al-ǧamāhīr), Zara FM und Radio Numa sowie den Fernsehsender ERi-TV.
In Eritrea findet Zensur statt, eine Pressefreiheit in dem Land gibt es nicht. Sämtliche Medien werden vom Ministerium für Information kontrolliert. Der staatliche Rundfunk Eri-TV und die einzige Nachrichtenagentur sitzen im selben Gebäudekomplex wie das Informationsministerium. Zwar gibt es Internet, jedoch kommt laut Spiegel die amtlich verlangsamte Übertragungsgeschwindigkeit von 0,1 MBit pro Sekunde „einer Zensur gleich“. Auf der Rangliste der Pressefreiheit der NGO Reporter ohne Grenzen belegt das Land regelmäßig einen der letzten Plätze.

## Geschichte

### Zwischen 500 vor Christus und dem 19. Jahrhundert

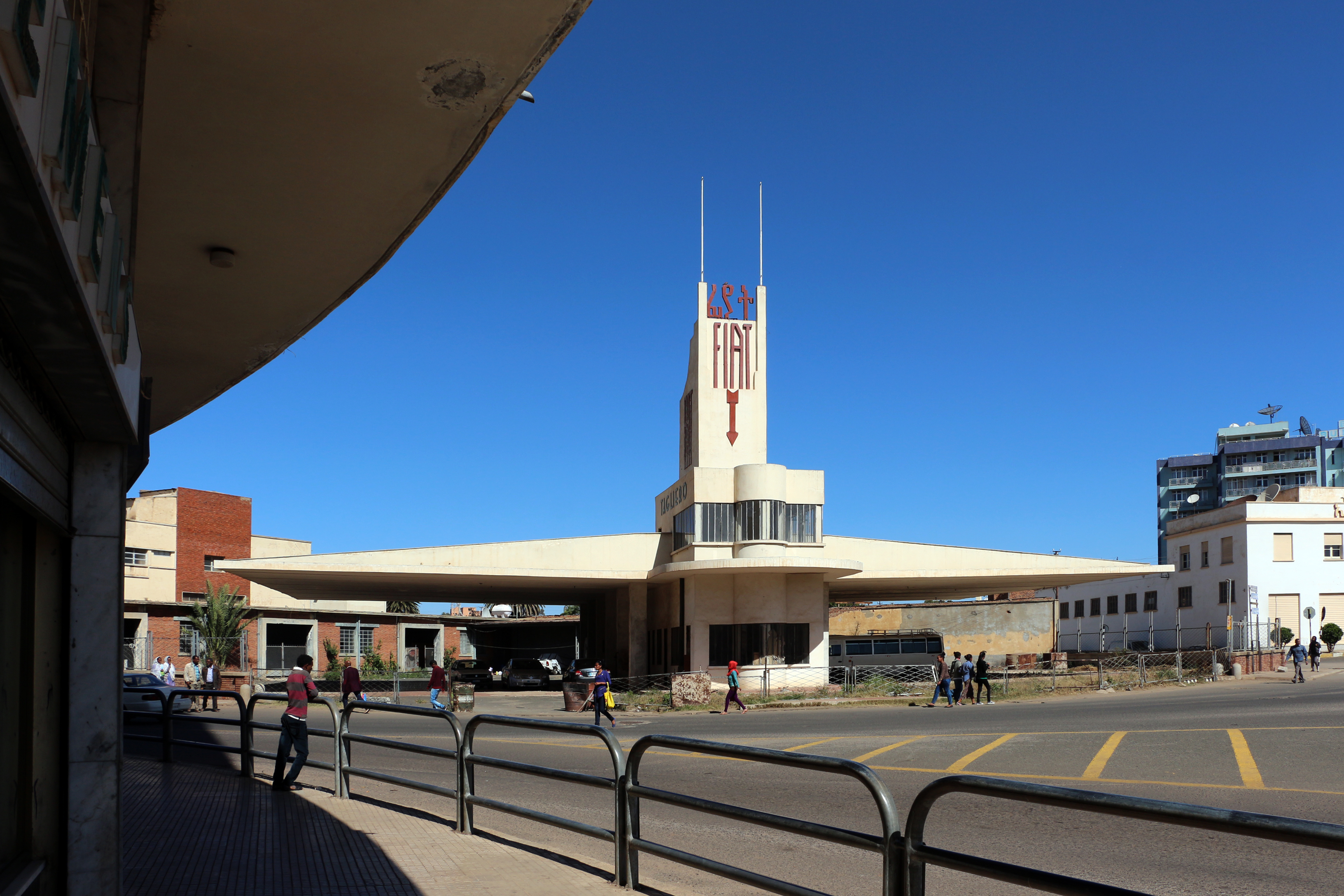
Das Fiat-Tagliero-Gebäude in Asmara, ein typisches Beispiel für die futuristische italienische Kolonialarchitektur der 1930er Jahre

Seit der historisch erforschten Frühzeit um 500 v. Chr. herrschten verschiedene Mächte über das Land. Auf dem heutigen Staatsgebiet befand sich das Aksumitische Reich. Während des Mittelalters unterstand das christliche Hochland den äthiopischen Kaisern, in den Küstengegenden herrschten lokale Fürsten. Mit der Eroberung durch die Osmanen wurde Eritrea 1554 für mehr als 300 Jahre zur Provinz Habeş Eyaleti des Osmanischen Reiches. Während dieser Zeit wurden insbesondere die der äthiopisch-orthodoxen Kirche angehörenden Einwohner der Küstengegenden islamisiert. Die Hauptstadt auf dem Gebiet Eritreas war Massaua.
Seit 1870 bzw. 1882 war die Bucht von Assab italienisch, doch erst nach der Besetzung Massauas (1885) und Asmaras (1889) wurde daraus 1890 eine italienische Kolonie unter dem neu geschaffenen Namen Colonia Eritrea.

### 20. Jahrhundert
Nach dem Überfall Italiens auf Äthiopien wurde Eritrea 1936 in das neu gegründete Italienisch-Ostafrika eingegliedert. Es erhielt große Gebiete Nordäthiopiens dazu; so wurde der größte Teil Tigrays Teil von Eritrea. 1941 wurde Italienisch-Ostafrika durch alliierte Streitkräfte besetzt. Das Gebiet Eritreas wurde unter die britische Militärverwaltung gestellt und 1947 – nach der formellen Aufgabe Eritreas durch Italien – britisches Mandatsgebiet.

### Föderation mit Äthiopien ab 1952

Flagge Eritreas als autonome Region des Kaiserreichs Äthiopiens bis 1961

In einer Resolution 289 (IV) vom 21. November 1949 stimmte die UN-Generalversammlung mit 48 Stimmen bei einer Gegenstimme (Äthiopien) und neun Enthaltungen dafür, eine Kommission aus Vertretern Burmas, Guatemalas, Norwegens, Pakistans und der Südafrikanischen Union nach Eritrea zu entsenden, die einen Bericht erstellen sollte. Diese Kommission lieferte im Juni 1950 ihren Bericht ab, konnte sich allerdings nicht auf eine gemeinsame Empfehlung einigen (der Vertreter Norwegens sprach sich für die vollständige Integration Eritreas in Äthiopien aus, die Vertreter Südafrikas und Burmas befürworteten eine Föderation mit Äthiopien, die Vertreter Guatemalas und Pakistans waren für eine vorübergehende UN-Treuhänderschaft mit dem Ziel einer vollständigen Unabhängigkeit Eritreas). Am 2. Dezember 1950 nahm die UN-Generalversammlung die Resolution 390 (V) mit 46 Stimmen bei zehn Gegenstimmen und vier Enthaltungen an, die eine Föderation Eritreas mit Äthiopien vorsah. Am 25. und 26. März 1952 (sowie in zwei Wahlkreisen am 12. Mai 1952) fand unter der Aufsicht der UN die erste Wahl zur 68 Abgeordnete umfassenden gesetzgebenden Versammlung Eritreas statt. Bei der Wahl erreichte keine politische Partei die absolute Mehrheit. 66 der 68 Sitze wurden von drei politischen Gruppierungen eingenommen: 32 Unionisten und liberale Unionisten, 19 Abgeordnete der Demokratischen und Unabhängigkeitsfront (Muslimliga und andere), sowie 15 Abgeordnete der Muslimliga der Westprovinz. Der am 10. Juli 1952 von der Versammlung beschlossene Verfassungsentwurf wurde am 11. August 1952 von Kaiser Haile Selassie ratifiziert, womit die Föderation Eritreas mit Äthiopien am 11. September 1952 formell in Kraft trat.

### Ende der Föderation und bewaffneter Kampf
In den folgenden Jahren kam es jedoch zu Entwicklungen, die zeigten, dass das Föderationsmodell nicht von Dauer war. 1956 führten die äthiopischen Behörden Amharisch als Amtssprache in Eritrea ein, obwohl die eritreische Verfassung hierfür Arabisch und Tigrinya vorgesehen hatte. Die eritreische Flagge wurde verboten und 1959 das äthiopische Rechtssystem in Eritrea eingeführt. Im November 1962 ließ Kaiser Haile Selassie die eritreische gesetzgebende Versammlung auflösen und erklärte offiziell den Föderationsstatus von Eritrea für nichtig, so dass Eritrea danach den Status einer gewöhnlichen Provinz Äthiopiens hatte. Der Widerstand gegen die äthiopische Herrschaft wurde in den Anfangsjahren vor allem von der Eritreischen Befreiungsfront (ELF, Eritrean Liberation Front) getragen, die ihre Hauptunterstützung von den muslimischen Bewohnern im westlichen Flachland erhielt. 1961 nahm die ELF den bewaffneten Kampf auf. Aufgrund von Streitigkeiten innerhalb der ELF kam es in den ersten Jahren der 1970er zur Bildung der Eritreischen Volksbefreiungsfront (EPLF, Eritrean People’s Liberation Front), die danach zur dominierenden Widerstandsbewegung aufstieg.

### Sturz der Monarchie in Äthiopien und Mengistu-Regime
Am 12. September 1974 wurde Kaiser Haile Selassie durch einen Militärputsch gestürzt. Wenig später etablierte sich ein Militärregime unter Mengistu Haile Mariam, das den Krieg gegen die Rebellen in Eritrea verschärfte. Anfänglich erzielten die Äthiopier mit Unterstützung durch Waffenlieferungen aus der Sowjetunion Erfolge. Eine großangelegte Offensive zur vollständigen Eroberung Eritreas 1982 scheiterte jedoch. Die EPLF konnte dabei große Waffenarsenale der äthiopischen Armee erbeuten und in der Folgezeit effektive Gegenoffensiven starten. Die EPLF stand in der Zeit des Mengistu-Regimes im Bündnis mit zahlreichen anderen Widerstandsbewegungen, unter anderem mit der Tigray-Befreiungsfront (TPLF, Tigre People’s Liberation Front). Die Vereinten Nationen versuchten mehrfach erfolglos, in diesen Konflikten zu vermitteln.

### Ende des Mengistu-Regimes und Unabhängigkeit
Der Unabhängigkeitskrieg endete nach dreißig Jahren 1991 mit dem Sieg der Eritreischen Volksbefreiungsfront (EPLF) und verschiedener weiterer äthiopischer Rebellengruppen (u. a. die EPRDF) und der Entmachtung des äthiopischen Derg-Regimes. Die EPRDF bildete eine neue Regierung und erlaubte die Unabhängigkeit Eritreas. Diese wurde nach einer durch die UN überwachten Volksabstimmung am 24. Mai 1993 erklärt, bei der 99,83 Prozent der Teilnehmer für die Unabhängigkeit stimmten. Dieser Tag ist seither Nationalfeiertag Eritreas.

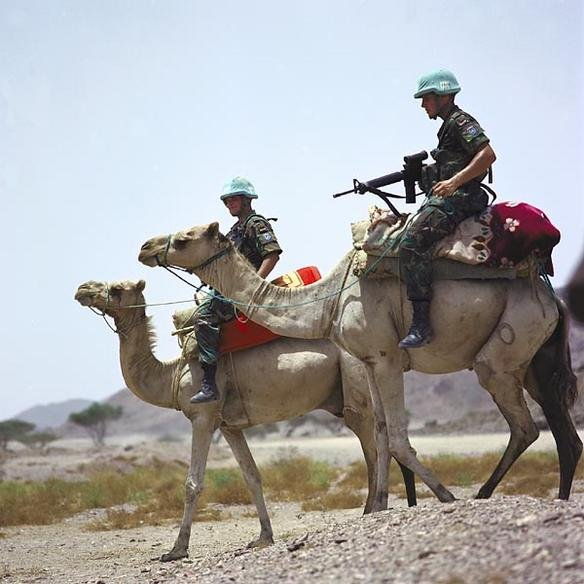
UNMEE-Soldaten auf Patrouille in Eritrea

In den darauffolgenden Jahren verschlechterten sich die Beziehungen zwischen Äthiopien und Eritrea. 1998 brach ein Grenzkrieg der beiden Staaten aus, der in einer Pattsituation endete. Seitdem war die UN-Beobachtermission UNMEE in der Grenzregion stationiert, um den rechtmäßigen Grenzverlauf zu markieren.

### 21. Jahrhundert
Im Jahr 2002 empfahl eine unabhängige Grenzkommission die neuen Staatsgrenzen. Im Rahmen eines Schiedsspruches der Äthiopisch-Eritreischen Grenzkommission des Ständigen Schiedshofs in Den Haag unterzeichneten Äthiopien und Eritrea das Abkommen, in dem sich beide zur Anerkennung des Grenzverlaufs bereiterklärten. Tatsächlich bestehen jedoch weiterhin Differenzen, zumal keine der beiden Seiten alle Ansprüche erfüllt bekam. Das umstrittene Gebiet um Badme wurde der eritreischen Seite zugesprochen, Äthiopien protestierte daraufhin und verlangte eine sofortige Korrektur des Schiedsspruchs. Bis 2018 konnte daher die Umsetzung der Grenzdemarkierung nicht wie vereinbart vollzogen werden. Sämtliche UN-Truppen, die eigentlich zur Friedenssicherung abgestellt worden waren, wurden von eritreischer Seite aus Protest gegen die äthiopische Blockadehaltung massiv in ihren Arbeiten behindert. 2008 entschied der Sicherheitsrat der Vereinten Nationen, das Mandat der UNMEE nicht weiter zu verlängern.
Am 5. Juni 2018 erklärte die äthiopische Regierung ihre Bereitschaft, die Regelungen des Grenzabkommens von 2002 zu akzeptieren. Dazu gehöre auch die Übergabe Badmes an Eritrea. Am 8. Juli 2018 erklärte Äthiopiens Regierungschef Abiy Ahmed, dass Äthiopien und Eritrea wieder diplomatische Beziehungen aufnehmen. Zugleich wurde ein Friedensvertrag zwischen den beiden Ländern geschlossen.
Eritrea beteiligte sich am Bürgerkrieg in Nordäthiopien 2020 bis 2022 auf Seiten der äthiopischen Streitkräfte.

## Politik

### Politisches System

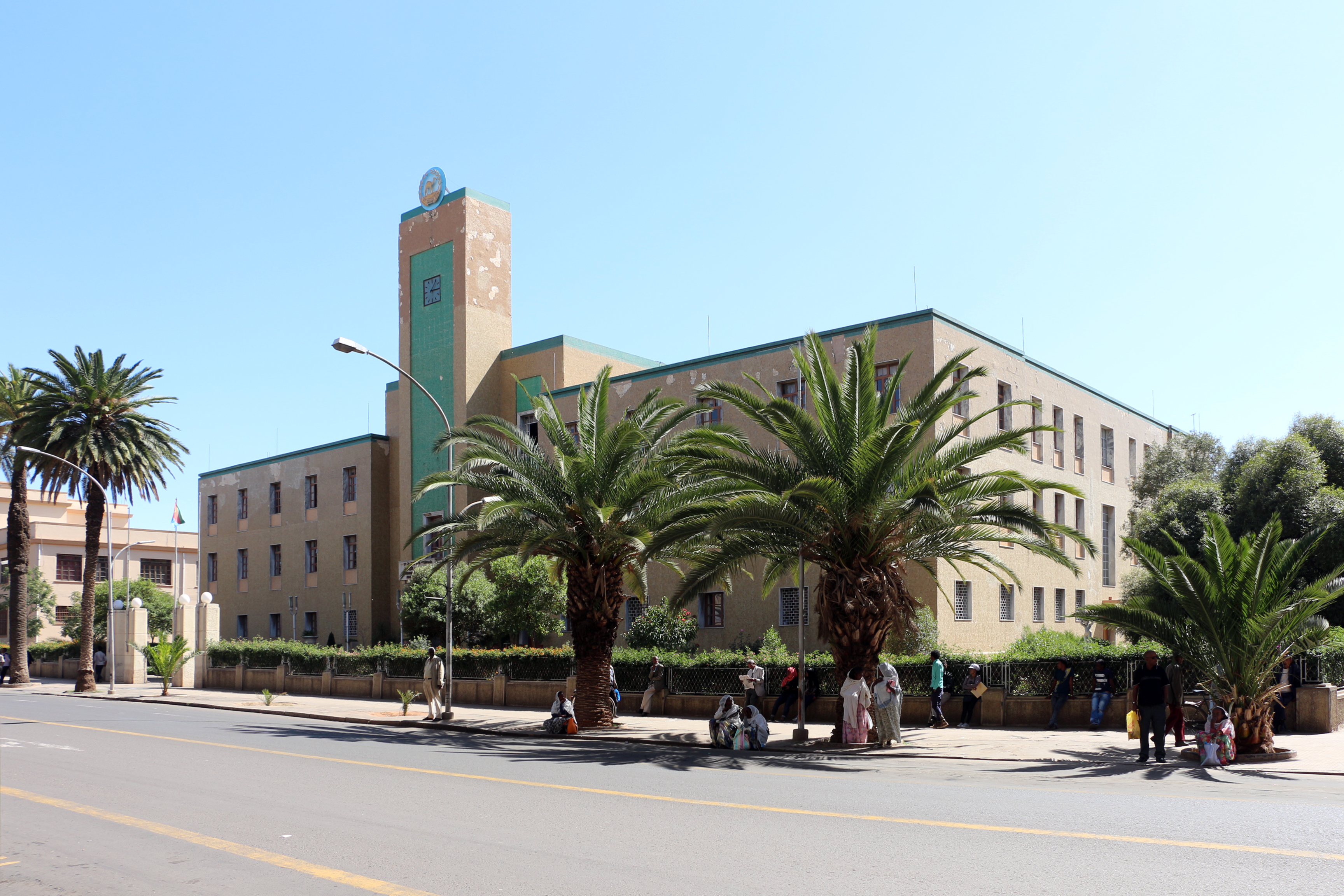
Gebäude der Regionalverwaltung in Asmara

Eritrea besitzt offiziell eine demokratische Verfassung, ist jedoch de facto seit der Unabhängigkeit von Äthiopien eine Diktatur von Staatspräsident Isayas Afewerki. Wahlen finden auf regionaler und nationaler Ebene statt (Baito), bei der jedoch die meisten Parteien nicht zugelassen werden. Der Präsident ist Staatsoberhaupt und Oberbefehlshaber der Streitkräfte.
Das Staatsoberhaupt und der Regierungschef sind die höchsten Instanzen der eritreischen Übergangsregierung. Zusammen mit der 24-köpfigen Staatsvertretung, bestehend aus 16 Ministern und weiteren Staatsvertretern, bilden sie die Exekutive Eritreas.
Die Legislative wird von einer 150 Mitglieder umfassenden eritreischen Nationalversammlung gebildet. Von den 150 sind 75 Mitglieder des Zentralkomitees der Volksfront für Demokratie und Gerechtigkeit (PFDJ) und 75 Volksvertreter, die direkt vom Volk gewählt werden. Unter diesen 75 Vertretern des Volkes müssen elf Frauen und 15 Emigranten sein. Die Nationalversammlung wählt den Präsidenten, erlässt Gesetze und Verordnungen und kümmert sich um deren Einhaltung.
Da Eritrea ab 1952 Teil von Äthiopien war, nahmen Eritreer an den äthiopischen Wahlen von 1957 auf der Basis eines ab dem 4. November 1955 in Äthiopien geltenden allgemeinen aktiven und passiven Wahlrechts teil. Damit war das Frauenwahlrecht Gesetz. Nach der Unabhängigkeit von 1993 sah die Verfassung von 1997 ein allgemeines Wahlrecht für die Wahlen zur Nationalversammlung und für die Präsidentschaftswahlen vor.
Die reguläre Gerichtsbarkeit Eritreas besteht aus einem Obergericht mit fünf Standorten, 36 Regionalgerichten und etwa 368 Gemeindegerichten; daneben gibt es eine Sonder- und eine Militärgerichtsbarkeit.

### Parteien
Die Politik Eritreas wird von der Volksfront für Demokratie und Gerechtigkeit (PFDJ) dominiert. Die Volksfront für Demokratie und Gerechtigkeit, die aus der früheren bewaffneten Unabhängigkeitsbewegung der Eritreischen Volksbefreiungsfront (EPLF) hervorgegangen ist, nimmt mit ihrem Parteivorsitzenden Isayas Afewerki auch gleichzeitig den Posten des Staatspräsidenten und Regierungschefs in Anspruch. Eritrea gilt daher als Einparteienstaat. Auch wenn von offizieller Seite bekräftigt wird, dass man sich für ein Parteiengesetz einsetze, sind diese Behauptungen eher kritisch zu sehen. Neben der PFDJ gibt es noch eine Reihe anderer politischer Parteien im Lande, die aber alle nicht zu Wahlen zugelassen sind.
Innerhalb des Landes gibt es noch einige oppositionelle Splittergruppen, die aber bisher keinen Einfluss auf die Politik des Landes nehmen konnten:
- Eritreische Befreiungsfront, geführt von Woldeyesus Ammar
- Eritreische Nationale Allianz, geführt von Hiruy Tedla
- Eritreische Volksbewegung, geführt von Abdellah Adem
- Eritreische Demokratische Partei, geführt von Mesfin Hagos
- Eritreische Befreiungsfront – Nationalrat, geführt von Ahmed Nasser.

### Politische Indizes
| Name des Index                     | Indexwert    | Weltweiter Rang | Interpretationshilfe | Jahr |
| ---------------------------------- | ------------ | --------------- | --- | ---- |
| Fragile States Index               | 92,1 von 120 | 26 von 179      | Stabilität des Landes: Alarm 0 = sehr nachhaltig / 120 = sehr alarmierend Rang: 1 = fragilstes Land / 179 = stabilstes Land | 2024 |
| Demokratieindex                    | 1,97 von 10  | 153 von 167     | Autoritäres Regime 0 = autoritäres Regime / 10 = vollständige Demokratie                                                    | 2024 |
| Freedom in the World Index         | 3 von 100    | —               | Freiheitsstatus: unfrei 0 = unfrei / 100 = frei                                                                             | 2024 |
| Rangliste der Pressefreiheit       | 16,6 von 100 | 180 von 180     | Sehr ernste Lage für die Pressefreiheit 100 = gute Lage / 0 = sehr ernste Lage                                              | 2024 |
| Korruptionswahrnehmungsindex (CPI) | 13 von 100   | 173 von 180     | 0 = sehr korrupt / 100 = sehr sauber                                                                                        | 2024 |

### Menschenrechtslage
Aufgrund andauernder Menschenrechtsverletzungen wurde im Oktober 2012 Sheila Keetharuth zur Sonderberichterstatterin zur Situation der Menschenrechte für Eritrea der Vereinten Nationen ernannt. Ein erster Bericht wurde dem UN-Menschenrechtsrat im Zuge der Resolution 20/20 am 28. Mai 2013 vorgestellt. Darin stellte sie schwerwiegende Menschenrechtsverletzungen wie willkürliche Tötungen und Verhaftungen, erzwungenes Verschwindenlassen, Folter sowie fehlende Meinungs-, Religions- und Versammlungsfreiheit fest.
Amnesty International zufolge werden Regierungskritiker, Deserteure und Eritreer, die im Ausland um Asyl ersucht haben, inhaftiert. Insgesamt betrachten viele internationale Beobachter das politische System Eritreas als repressiv oder gar als Diktatur. Die Regierung hielt dem – vor Friedensgesprächen mit Äthiopien im Jahr 2018 – entgegen, dass sich Eritrea im Übergang zur Demokratie befinde, von Äthiopien bedrängt werde und deswegen praktisch Kriegszustand herrsche. Ein Sturz der jungen Regierung würde dadurch verhindert. In Eritrea saßen 2017 elf Journalisten in Haft.
Staatlich anerkannt sind die orthodoxe, die katholische und die evangelisch-lutherische Kirche sowie der Islam. Nicht anerkannte religiöse Minderheiten wie evangelikale Christen und die Zeugen Jehovas sind besonders seit 2002 von staatlichen Repressionen und Inhaftierung betroffen. Zu den wegen ihres Glaubens Inhaftierten gehörte Anfang 2008 auch eine Gruppe von etwa 70 Muslimen, die sich weigerten, den von der Regierung eingesetzten Mufti als ihr Oberhaupt anzuerkennen.
Ein UNHCR-Bericht vom Juni 2015 konstatiert „systematische, weit verbreitete und schwere Menschenrechtsverletzungen“ (systematic, widespread and gross human rights violations).
Die Haftbedingungen in den mindestens 37 teils geheimen, teils offiziellen Internierungslagern und Militärgefängnissen sind prekär. Es kommt zu Folter, sexuellem Missbrauch und Gewalt. Es wird von Todesfällen berichtet. Unter anderem wird auf der Insel Nakura ein Gefängnis betrieben, dessen Anfänge auf die italienische Kolonialzeit zurückgehen. Das faschistische Italien baute das Gefängnis ab 1936 zum KZ Nocra aus, die Anlagen werden auch heute noch vom eritreischen Regime als Gefängnis genutzt. Bereits seit der Kolonialzeit ist das Gefängnis bzw. zwischenzeitliche Konzentrationslager in der gesamten Region für seine Brutalität und Menschenfeindlichkeit bekannt, zudem herrschen extreme klimatische Bedingungen.
Im jährlich veröffentlichten Weltverfolgungsindex (WVI) von Open Doors, welcher die Länder mit der stärksten Christenverfolgung aufzeigt und analysiert, lag Eritrea 2022 an vierter Stelle. Demnach gehört das Land zu denjenigen Ländern auf der Welt, in denen Christen aufgrund ihrer Religionszugehörigkeit am stärksten unterdrückt werden.
Das repressive politische System, die schwierige Wirtschaftslage und die Einberufungen zu zeitlich nicht begrenzter Zwangsarbeit sorgen für viel Flucht aus dem Land. Das hat zur Folge, dass Eritrea eines der Länder mit dem höchsten Anteil an außerhalb des Landes lebenden Staatsbürgern ist. Etwa ein Fünftel der Bevölkerung lebt im Ausland.
Die US-amerikanische staatsnahe NGO Freedom House charakterisierte Eritrea in ihrem Länderbericht 2019 als „hermetischen Polizeistaat“. Häufig wird Eritrea als „das Nordkorea Afrikas“ bezeichnet.

### Außenpolitik
Die Beziehungen Eritreas zu seinen Nachbarstaaten sind angespannt. Eritrea wie Äthiopien werden beschuldigt, insbesondere seit 2006/2007 ihre Streitigkeiten nunmehr als „Stellvertreterkrieg“ in Somalia auszutragen. Äthiopien unterstützt die Übergangsregierung Somalias und intervenierte von Ende 2006 bis Anfang 2009 militärisch; Eritrea beherbergt Teile der somalischen Opposition im Exil. Vorwürfe, wonach es Islamisten und andere Gegner der Übergangsregierung illegal mit Waffen beliefert habe, hat es zurückgewiesen. Die separatistische Ogaden National Liberation Front in Äthiopien hat Unterstützung von Eritrea erhalten.
Mitte 2008 kam es zu mehreren Zusammenstößen eritreischer und dschibutischer Truppen im umstrittenen Grenzgebiet beider Staaten. Die USA und der Sicherheitsrat der Vereinten Nationen beschuldigten Eritrea daraufhin der militärischen Aggression.
Im Ausland lebende Eritreer müssen eine „Aufbausteuer“ in Höhe von zwei Prozent ihres Bruttoeinkommens an den eritreischen Staat zahlen. Früher wurde diese von den Botschaften Eritreas in den jeweiligen Ländern erhoben, da Botschaften aber keine Steuern mehr eintreiben dürfen, müssen im Ausland lebende Eritreer jetzt entweder selbst in die Heimat reisen oder einen dort lebenden Verwandten mit der Zahlung beauftragen. Bei Nichtbezahlung werden keine offiziellen Dokumente ausgestellt, es besteht keine Möglichkeit, Erbschaften anzutreten und Geschäftstätigkeiten aufzunehmen, zudem drohen Repressalien gegen im Land lebende Verwandte. Schüler, Studenten oder Arbeitslose sind von der Abgabe befreit. Diese Abgabe, die von hunderttausenden Auslandseritreern erhoben wird, auch wenn sie eine andere Staatsbürgerschaft besitzen, stellt eine der größten Geldquellen der eritreischen Regierung dar.
Anfang Juli 2018 teilte Äthiopiens Regierungschef Abiy Ahmed nach einem Treffen mit dem eritreischen Präsidenten Isayas Afewerki in Asmara mit, dass nach jahrzehntelanger Feindseligkeit die Wiederaufnahme der diplomatischen Beziehungen vereinbart wurde. So ist geplant, Botschaften und Grenzen wieder zu öffnen sowie Flugverbindungen wiedereinzurichten und Häfen zugänglich zu machen. Der Anfang April 2018 neu gewählte Ministerpräsident Abiy Ahmed hatte bereits zu Beginn seiner Amtszeit eine Friedenslösung mit dem Nachbarland angestrebt. Anfang Juni 2018 hatte er angekündigt, den Beschluss einer von den Vereinten Nationen unterstützten internationalen Schiedskommission über den Grenzverlauf beider Länder aus dem Jahr 2002 „vollständig“ umzusetzen und sich aus den umstrittenen Gebieten zurückzuziehen.

## Wirtschaft

### Kennzahlen
| Jahr                                    | 2010   | 2015    | 2016   | 2017    | 2018    | 2019  |
| --------------------------------------- | ------ | ------- | ------ | ------- | ------- | ----- |
| BIP in Mrd. USD (Kaufkraftparität)      | 4,1    | 5,4     | 5,8    | 5,3     | 6,1     | 6,4   |
| BIP pro Kopf in USD (Kaufkraftparität)  | 1.306  | 1.603   | 1.721  | 1.559   | 1.765   | 1.821 |
| BIP-Wachstum (real)                     | 10,9 % | −20,6 % | 7,4 %  | −10,0 % | 13,0 %  | 3,8 % |
| Inflation (in Prozent)                  | 10,3 % | 28,5 %  | −5,6 % | −13,3 % | −14,4 % | 1,3 % |
| Staatsverschuldung (in Prozent des BIP) | 202 %  | 271 %   | 251 %  | 290 %   | 267 %   | 260 % |

### Tourismus
Der Tourismus im Land beruht weitestgehend auf wenigen Individualurlaubern, im Ausland lebenden eritreischen Bürgern auf Heimatbesuch und einer kleinen Anzahl ausländischer Reiseveranstalter, die mit in der Regel kleinen Gruppen das Land bereisen. Themengebiete sind unter anderem archäologische Studien, italienische Kolonialgeschichte, Reisen für professionelle Fotografen zu den ethnischen Gruppen des Landes und Reisen für Eisenbahnfans. Auch der Dahlak-Archipel ist mit organisierten Touren bereisbar. Klassischer Badeurlaub wird mangels einer geeigneten touristischen Infrastruktur aber kaum angeboten. Vereinzelte solcher Angebote für Touristen existieren zwar, zehn Kilometer nördlich von Massaua befindet sich mit dem Gurgussum Beach Resort beispielsweise eine in die Jahre gekommene Hotelanlage mit eigenem Strandabschnitt am Roten Meer. Aufgrund der außenpolitischen Situation, der Menschenrechtsbedingungen vor Ort und der allgemeinen wirtschaftlichen Isolation Eritreas liegt das Land jedoch fernab populärer Reiserouten, weshalb auch im beispielhaft genannten Hotelkomplex benötigte Investitionen seit längerem ausbleiben.

### Landwirtschaft
Etwa 75 % der Bevölkerung sind in der Landwirtschaft beschäftigt. Trotzdem müssen Nahrungsmittel importiert werden, auch weil während des Krieges und darüber hinaus mindestens 300.000 Personen zum Militärdienst eingezogen waren und daher Arbeitskräfte in der Landwirtschaft und anderen Wirtschaftsbereichen fehlten. Durch Dürre und wirtschaftspolitische Inkompetenz der autoritären Regierung kam es zu schweren Hungersnöten.

#### Ackerbau
Durch die verschiedenen Klima- und Vegetationszonen Eritreas werden je nach Region unterschiedliche Produkte hergestellt. Typische Feldfrüchte sind:
- Teff, eine einheimische Getreideart, die im Hochland angebaut wird.
- Gerste, Anbau im Hochland
- Weizen, Anbau im Hochland zwischen 1500 und 2500 m
- Mais, unterhalb von 2400 m im Hochland und an der östlichen Steilstufe angebaut
- Sorghum, Anbau unterhalb von 1500 m, vor allem in Semienawi Kayih Bahri, Anseba und Gash-Barka
- Hirse, unterschiedliche Sorten im Hochland (Maekel und Debub) und im Tiefland (Gash-Barka und Anseba)
- Lein, Anbau im Hochland
- Ramtillkraut, Anbau zwischen 1800 und 2500 m
- Erdnuss, Anbau in Anseba und Gash-Barka unterhalb von 1500 m
- Sesam, Anbau unterhalb von 1500 m vor allem im südlichen Gash-Barka
- Hülsengemüse wie Kichererbsen, Gartenbohne, Ackerbohnen und Linsen im Hochland
- Kaffee, Anbau zwischen 1700 und 2400 m, vor allem am mittleren Teil des östlichen Steilhangs östlich und südöstlich von Asmara
- Tabak, sowohl im Hoch- als auch im Tiefland
- Faserpflanzen, wie Baumwolle und Sisal-Agave
- Obst, wie Bananen und Zitrusfrüchte
- Gemüse, wie etwa Zwiebeln, Tomaten, Kohl, Spinat, Salat, Kartoffeln, Kürbis, Möhren
- Gewürzpflanzen, wie Chili und Bockshornklee

#### Tierhaltung
Je nach Klimazone werden Rinder, Schafe, Ziegen, Kamele, Esel, Maultiere und Geflügel gehalten.

### Industrie
Eritrea verfügt über Bodenschätze wie Gold, Silber, Kupfer, Schwefel, Nickel, Pottasche, Marmor, Zink und Eisen. Salz wird in großem Umfang produziert. Diese Rohstoffe fördert Eritrea schon seit längerer Zeit für den weltweiten Export.
Es gibt Zement-, Textil- und Nahrungsmittelindustrie, darunter mehrere Brauereiunternehmen, Alkohol- und Weinproduktion. Eritrea verfügt über eine Vielzahl von Ersatzteil- und Möbelunternehmen. Seit einigen Jahren werden in der eritreischen Industriestadt Dekemhare Busse, Transport-, Reinigungs- und Müllwagen vom eritreischen Unternehmen Tesinma produziert.

### Staatshaushalt
Der Staatshaushalt umfasste 2016 Ausgaben von umgerechnet 2,165 Milliarden US-Dollar, dem standen Einnahmen von umgerechnet 1,580 Milliarden US-Dollar gegenüber. Daraus ergibt sich ein Haushaltsdefizit in Höhe von 10,9 Prozent des BIP.
Die eritreische Regierung finanziert ihren Haushalt zum Teil aus der Diasporasteuer, die erhoben wird, wenn im Ausland lebende Eritreer Hilfsüberweisungen an ihre Verwandten in Eritrea tätigen. Die Steuer liegt bei zwei Prozent des Einkommens der Auslandseritreer.
Im Jahr 2016 betrug die Staatsverschuldung 125,5 Prozent des Bruttoinlandsproduktes (BIP) Eritreas.
2006 betrug der Anteil der Staatsausgaben (in Prozent des BIP) folgender Bereiche:
- Gesundheit: 3,6 Prozent[90]
- Bildung: 2,4 Prozent[1]
- Militär: 6,3 Prozent[1]

## Militär
Die Streitkräfte Eritreas sind aus der Eritreischen Volksbefreiungsfront (EPLF) hervorgegangen, die für die Unabhängigkeit Eritreas von Äthiopien kämpfte. Die Beziehungen Eritreas zum Ausland sind gespannt. Unter anderem bedingt durch den dreißigjährigen Unabhängigkeitskrieg gegen Äthiopien wird die Eigenständigkeit Eritreas stark betont, was zum Teil als Isolationismus bezeichnet wird. Es kam in der jungen Geschichte des Landes zu mehreren Grenzkonflikten, insbesondere zum erneuten Krieg gegen Äthiopien 1998–2000. Das Militär in Eritrea nimmt eine große Rolle ein: Sowohl Männer als auch Frauen müssen in Eritrea einen unbefristeten Wehrdienst leisten, der laut Amnesty International einer Zwangsarbeit gleichkommt. Wehrdienstverweigerer werden strafrechtlich verfolgt, als Deserteure gebrandmarkt und setzen laut dem UN-Menschenrechtsrat sich und ihre Familie Repressalien aus. In Friedenszeiten droht ihnen eine Haftstrafe von bis zu fünf Jahren. In Kriegszeiten kann die Haftstrafe zwischen fünf Jahren bis lebenslänglich betragen und in schweren Fällen droht die Todesstrafe.
Die militärische Situation um den unbefristeten Wehrdienst gilt als hauptsächliche Fluchtursache für Flüchtlinge, die aus Eritrea versuchen, nach Europa zu gelangen.
Nach der Normalisierung der Beziehungen zu Äthiopien 2018 griff Eritrea auf Seiten der äthiopischen Regierung in den 2020 ausgebrochenen Tigray-Krieg ein. Dabei wurden von Seiten der eingesetzten eritreischen Streitkräfte Kriegsverbrechen begangen, unter anderem das Massaker von Aksum, bei welchem je nach Quelle zwischen 345 und 800 Zivilisten ermordet wurden.

## Verkehr

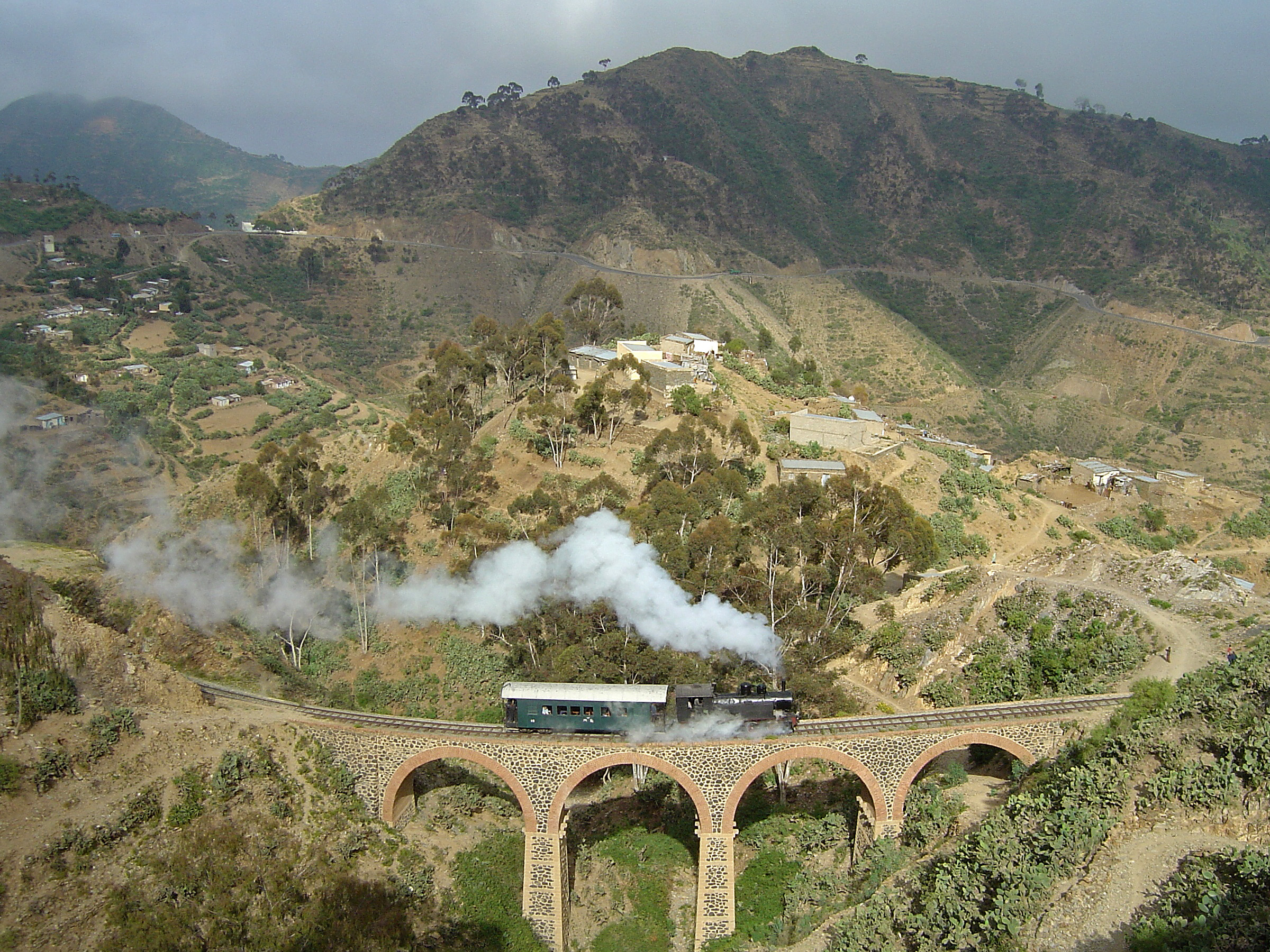
Eisenbahn in Eritrea

Im Logistics Performance Index, der von der Weltbank erstellt wird und die Qualität der Infrastruktur misst, belegte Eritrea 2018 den 155. Platz unter 160 Ländern.
Das Straßennetz in Eritrea ist relativ gut ausgebaut. Allerdings wurde die von den Italienern sehr gut ausgebaute Infrastruktur zunächst von den Briten und später von den Äthiopiern weitestgehend zerstört, so dass heute nur noch ein kleiner Teil davon übriggeblieben ist. Die meisten Straßen sind Schotterpisten.
Zwischen Massaua und Asmara gibt es eine Eisenbahnverbindung, auf der planmäßig aber nur ein Ausflugszug mit einer Dampflokomotive recht regelmäßig zwischen Asmara nach Nefasit verkehrt. Zudem kommen immer wieder Sonderzüge für Eisenbahnfans auf die Strecke. Es wird erwogen, die historische Strecke zwischen Asmara und Agordat (westliches Tiefland) wieder aufzubauen.
Große Tiefwasserhäfen sind Massaua und Assab, in T'í'o befindet sich ein kleinerer Hafen im Aufbau.
Flughäfen finden sich in Asmara, außerdem in Massaua, Sawa, Tesseney und Assab. In Nakfa und Barentu gibt es lange Schotterpisten, die jedoch kaum angeflogen werden. Flugverbindungen bestehen hauptsächlich nach Istanbul mit Turkish Airlines, nach Kairo mit Egypt Air und nach Dubai mit Flydubai.

## Sport
Die größten internationalen Erfolge erzielten eritreische Sportler im Langstreckenlauf. Der wichtigste und am weitesten verbreitete Sport in Eritrea ist aber der Radsport. Er kam mit den italienischen Kolonialherren ins Land und 1946 wurde erstmals der Giro d’Eritrea ausgetragen. An den Wochenenden werden heute in Eritrea anspruchsvolle Straßenrennen abgehalten. International bekannte Straßenradsportler sind Daniel Teklehaimanot, Natnael Berhane und Merhawi Kudus, die (Stand 2015) bei dem südafrikanischen Radsportteam MTN-Qhubeka unter Vertrag stehen und Radrennen auf höchster sportlicher Ebene bestreiten. Im Jahr 2015 waren Teklehaimanot und Kudus die ersten Eritreer, die an der Tour de France teilnahmen. In deren Verlauf trug Teklehaimanot sogar für mehrere Tage das Gepunktete Trikot des Führenden in der Bergwertung, was auf den Straßen Asmaras mit einem Autokorso gefeiert wurde. In jüngerer Zeit war neben Teklehaimanot auch Amanuel Ghebreigzabhier bei Profiteams in Europa unter Vertrag. Ebenso ist Biniam Girmay ein bekannter Straßenradsportler, der bei der Tour de France 2024 als erster schwarzer Afrikaner eine Etappe gewinnen konnte. Auch der wohl bekannteste eritreische Sportler, Zersenay Tadese, versuchte sich in seiner Jugend zunächst als Straßenradfahrer, bevor er zum Langstreckenlauf wechselte. Er ist mehrfacher Weltmeister und war bis Oktober 2018 Weltrekordhalter im Halbmarathonlauf. Der jüngste Marathonweltmeister der Geschichte ist Ghirmay Ghebreslassie aus Eritrea. Erst 19-jährig gewann er den Marathon der Weltmeisterschaften im August 2015 in Peking.

## Filme
- Eritrea – Der geheime Sklavenstaat. Dokumentation von Evan Williams, GB 2021, deutschsprachige Erstausstrahlung: Arte, 23. Dezember 2021 (53 Min.).